# 津市立橋南中学校
津市立橋南中学校（つしりつきょうなんちゅうがっこう）は、三重県津市に所在する市立中学校である。

## 概要
本校は1947年4月に開校した。数度の移転を経て、1949年に現在地に校舎を設置した。

### 生徒データ
在校性の大半が、校区内に所在する3校（津市立修成小学校・津市立育生小学校・津市立藤水小学校）の出身である。

## 沿革
（公式ホームページに準拠）
- 1947年4月 - 設置認可。
- 1947年4月15日 - 津市立育生小学校の仮校舎で開校式を行い開学する。
- 1947年5月 - 津市立修成小学校内に移転する。(当時の規模は18学級805名)
- 1947年9月 - 学区改定により青谷地区の生徒が編入。
- 1948年3月12日 - 新校舎建設の起工を実施。
- 1948年3月31日 - 新校舎が竣工する。
- 1948年4月 - 学校再配置の非常措置に伴い、三重県立津髙等女学校（現在：三重県立みえ夢学園高等学校）に移転する。（当時の規模は28学級1430名）
- 1949年5月 - 上弁財町の現在地に移転する。
- 1951年4月 - 講堂と雨天体操場が竣工する。
- 1953年7月 - 講堂への渡り廊下が完成する。
- 1955年5月 - 制服を制定。2階建ての木造校舎が竣工。
- 1956年7月 - 運動場を南へ630坪拡張し、コンクリート塀を造成する。
- 1956年9月 - 校歌が完成する。
- 1965年4月 - プールが完成する。
- 1969年7月 - 鉄筋校舎の一部（第1期）が竣工。（現在の校舎）
- 1970年3月 - 鉄筋校舎の一部（第2期）が竣工。
- 1971年3月 - 体育館が竣工する。
- 1981年8月 - 新校舎の増設が完了する。
- 1982年10月 - 技術棟が竣工する。
- 1983年3月 - PTAテレフォンサービスを開始。
- 1984年8月 - 新玄関を設置。
- 1985年12月 - 新校舎（北側西）教室・会議室を新設。
- 1987年1月 - 第2運動場を設置する。
- 1990年8月 - 運動場排水改善対策事業（1期）を開始。
- 1991年8月 - 津市立南が丘中へ分離のため生徒数が200名減少する。
- 1992年8月 - 本館4階にコンピューター室を設置する。
- 1993年2月 - 運動場の排水改善対策事業（2期）を開始。
- 1993年8月 - コンピューター室にシステム一式を設置する。
- 1993年8月 - 本校舎の大規模改修工事を開始する。
- 1997年4月 - 大規模改修工事完了した。
- 1998年3月 - 創立50周年記念として西通用門を修復する。（同窓会寄贈）
- 2004年8月 - 校舎耐震補強工事を実施する。
- 2005年3月 - パソコン室の設備更新を実施する。
- 2005年8月 - プールの改修工事を完了する。
- 2006年8月 - 体育館床の改修工事を実施する。
- 2009年10月 - パソコン室の設備更新を実施する。
- 2009年11月 - 体育館耐震工事を開始する。
- 2010年2月 - 体育館耐震工事が完了する。
- 2010年3月 - 特別棟新校舎設立（理科室2・調理室）
- 2012年3月 - 駐輪場を増設する。
- 2012年8月 - 理科棟および調理室を解体し、職員玄関スロープを設置する。

## 年間行事
（年間計画に準拠）
- 4月 - 新任式・1学期始業式・入学式・対面式
- 5月 - 修学旅行・教育実習・1学期中間テスト
- 6月 - 体育祭・1学期期末テスト
- 7月 - 夏季総体
- 8月 - 東海大会
- 9月 - 2学期始業式・実力テスト・2学期中間テスト
- 10月 - 文化祭
- 11月 - 現場学習・2学期期末テスト
- 12月 - 2学期終業式
- 1月 - 3学期始業式・実力テスト・中間テスト
- 2月 - 3学期期末テスト
- 3月 - 修了式

## 部活動

### 運動部
- 陸上部
- サッカー部
- 野球部
- バスケ部
- バドミントン部
- 軟式テニス部
- 剣道部
- 卓球部
- バレー部女子

### 文化部
- 吹奏楽部
- 美術部
- パソコン部
- 家庭部

## 交通・アクセス方法
- JR東海（紀勢本線）阿漕駅より東へ約700m（徒歩：約10分[3]）